# ダッシュ (記号)
ダッシュまたはダーシ (英: dash) は、ある種の横棒状の約物の総称。

## 種類

### 欧文組版
短いenダッシュ「–」(Unicode U+2013、JIS X 0213 1-1-30、エンダッシュ) と長いemダッシュ「—」(Unicode U+2014、JIS X 0213 1-1-29、エムダッシュ) の二つがある。それぞれ、長さが欧文フォントのn、mの幅に等しいことが、名前の由来である。
ハイフン「‐」、マイナス「−」、長音符（音引き）「ー」と字形は似ているが、enダッシュとemダッシュの区別を含め、字形・使用法とも区別される。字形としては、ハイフンはenダッシュより短く、位置が低い。
ASCIIにはどちらも存在しないので、enダッシュはハイフンマイナス「-」で、emダッシュはハイフンマイナス二つ「--」で代用される。
enダッシュが半角、emダッシュが全角とされることがある。
なお、Unicodeの全半角に当たる東アジアの文字幅 (East Asian Width) では、enダッシュはNa（半角）、emダッシュはA（場合による）である。

### 和文組版
倍角の倍角ダッシュがしばしば使われる。活字等の場合、2倍の大きさで作られた約物であるが、コンピュータ上などでは必ず2文字並べて「——」のようにする、といった運用でカバーすることが多い。
類似の記号に水平棒「―」があり、環境によってはShift_JISの「ダッシュ（全角）」の文字を「水平棒」にマッピングしている（詳細は後節の「全角ダッシュのマッピング問題」を参照）。
ほかに、波ダッシュ「〜」(Unicode U+301C、JIS X 0213 1-1-33) がある。またダッシュ記号と本来は別物だが、しばしば全角チルダ「～」(Unicode U+FF5E) で代用される（詳細は「波ダッシュ」の項を参照）。

## 用法

### enダッシュ
- 区間や範囲を表す。
  - たとえば「10-20」と書かれていた場合、これがenダッシュ (10–20) なら「10から20まで」である。これに対してハイフン (10‐20) なら「10の20」、マイナス (10−20) なら「10引く20」である。
- 単語間の関係性（並列、対照、方向、対立）を表す。[1][2] たとえば
  - Cauchy–Schwarz の不等式（Cauchy と Schwarz から）、Bose–Einstein 統計（Bose と Einstein から）
ただし Lennard-Jones ポテンシャル（ハイフン - であることに注意）は Lennard-Jones という1人の人物にちなんだもので、Lennard と Jones の2人にちなむわけではない
  - keto–enol 互変異性（ケトンとエノール）
  - New York–London 便（ニューヨーク発ロンドン着）

### emダッシュ
- 文と文の間、字句と字句の間に用いられて、時間の経過を表す。
- 括弧のように、ダッシュの対で囲んで、説明や副題などを表す。
- 行頭に用いられて、引用を表す。
- 単語の後に用いられて省略を表す。

### 和文
- 倍角ダッシュの用法は、基本的にemダッシュと同じである。
- 波ダッシュの用法は、enダッシュとemダッシュにまたがる。詳細は→波ダッシュ。

## 符号位置
| 記号 | Unicode | JIS X 0213 | 文字参照                 | 名称                                 |
| ---- | ------- | ---------- | ------------------------ | ------------------------------------ |
| ‒    | U+2012  | -          | &#x2012; &#8210;         | FIGURE DASH                          |
| –    | U+2013  | 1-3-92     | &ndash; &#x2013; &#8211; | 二分ダーシ、ダッシュ（二分） EN DASH |
| —    | U+2014  | 1-1-29     | &mdash; &#x2014; &#8212; | ダッシュ（全角） EM DASH             |
| ―    | U+2015  | -          | &#x2015; &#8213;         | HORIZONTAL BAR                       |
| ⁓    | U+2053  | -          | &#x2053; &#8275;         | SWUNG DASH                           |
| ⸺    | U+2E3A  | -          | &#x2E3A; &#11834;        | TWO-EM DASH                          |
| 〜   | U+301C  | 1-1-33     | &#x301C; &#12316;        | 波ダッシュ WAVE DASH                 |
| 〰   | U+3030  | -          | &#x3030; &#12336;        | WAVY DASH                            |

1. 1 2   § 全角ダッシュのマッピング問題を参照。

### 全角ダッシュのマッピング問題
JIS X 0208およびJIS X 0213漢字集合1面の1区29点には「ダッシュ（全角）」があり、ISO/IEC 10646およびUnicodeの対応する文字名はEM DASHと定義されている。したがって、この（面）区点位置に対応するUnicodeの符号位置はU+2014である。
なお、JIS X 0213:2000には最初誤ってU+2015と印刷されていたが、2001年5月付けの正誤表で訂正された。2002年5月発行の日本規格協会『増補改訂 JIS漢字字典』でもU+2014としており、2004年のJIS X 0213改正でもU+2014であることが確認されている。JIS X 0213:2000/追補1:2004の規格票解説3.3.5では、JIS X 0208の1区29点がISO/IEC 10646のU+2014と対応することについて、JIS X 0221-1:2001の解説の3.8.8を参照している。
ただし、かつてUnicodeコンソーシアムがnon-normativeな情報としてFTPサイトで提供していたShift_JISとの対応を記したテキストファイルには、Shift_JISの0x815C（1区29点に対応するコード値）に対応するものとしてU+2015を記していた。このテキストファイルはいまやUnicodeコンソーシアムによってobsoleteとされているが（Unicodeと他の国家規格等との対応は他の規格の側でつける方針）、この変換表のとおりに実装したプログラムが今でも存在すると考えられる。これはマイクロソフトが実装しているCP932のUnicode変換と同じである。
これに対し、AppleのShift_JISの実装であるMacJapaneseやWindows Vista以降のIMEパッドの文字一覧におけるJIS X 0213の面区点表示では、JIS X 0208/0213と同じEM DASH (U+2014) にマッピングされている。
これらの非互換性により、Shift_JISの0x815Cを使ったテキストデータは文字化けすることがある。